# موريس أوليفييه
موريس أوليفييه (10 يناير 1887 - ) هو لاعب كرة قدم فرنسي يلعب كمهاجم.